# Tephrocacteae
Die Tephrocacteae sind eine Tribus in der Unterfamilie Opuntioideae aus der Familie der Kakteengewächse.

## Beschreibung
Die Arten der Tribus Tephrocacteae wachsen in Gruppen bis Polstern oder als kleine Sträucher oder einzeln. Selten sind sie geophytisch. Die zylindrischen Triebe verzweigen in der Mitte oder zur Spitze hin. Die darauf befindlichen Areolen sind etwas in die Triebe eingesenkt. Die etwas kantigen bis unregelmäßigen Samen besitzen eine schwammartig modifizierte oder haarartige Funiculusumhüllung.

## Systematik und Verbreitung
Die Tribus Tephrocacteae ist in den Anden im südlichen Südamerika verbreitet. Sie wurde 1999 von Alexander Borissovitch Doweld aufgestellt.
Zur Tribus gehören die folgenden Gattungen:
- Maihueniopsis Speg.
- Tephrocactus Lem.

## Nachweise